# Dia Mundial de la Malaltia de Chagas

Distribució de la malaltia de Chagas.

El Dia Mundial de la Malaltia de Chagas se celebra el 14 d'abril per conscienciar sobre la malaltia de Chagas. El primer any en commemorar-se aquest dia fou el 2020 i rep el seu nom de Carlos Ribeiro Justiniano Chagas, el doctor brasiler que va diagnosticar la malaltia per primer cop el 14 d'abril de 1909.
La creació del Dia Mundial de la Malaltia de Chagas va ser aprovada el 24 de maig de 2019, durant la 72a sessió de l'Assemblea Mundial de la Salut, i oficialment signada en el plenari del 28 de maig. La proposta va venir de la Federació Internacional d'Associacions de Persones Afectades per la Malaltia de Chagas, i va ser recolzada per diverses institucions de salut, universitats, centres de recerca, organitzacions i fundacions.
«Un dia anual celebrat a nivell global servirà per atreure l'atenció internacional», va dir el doctor Pere Albajar, dirigent mèdic de l'OMS. «Aquests dies poden ajudar a proporcionar visibilitat i donarà peu a implementar mesures de control per a una malaltia que ha sigut llargament negligida, però que està present encara en molts països».